# Silvia Manríquez
Silvia Lorena Manríquez Flores (27 de enero de 1953; Durango) es una primera actriz mexicana de teatro, cine y televisión con más de cuatro décadas de trayectoria.

## Biografía
Estudio actuación bajo la batuta del maestro Jóse Luis Ibañez después siguió sus estudios de perfeccionamiento actoral en Pasadena City Collage en Los Ángeles, California y en la Academy of Dramatics Arts. Fue descubierta por el Heraldo de México, de donde fue rostro en 1974.
Su primera oportunidad de actuar, fue en televisión en un programa llamado Operación Convivencia, con Paco Malgesto. 
Como cantante obtuvo su primera oportunidad en el Million Dollar, en Los Ángeles. En teatro se inició con la obra "Todo empezó en un juego y terminó en una violación" y su más reciente participación fue en la puesta en escena El libro de la selva. 
Hasta la fecha ha participado en más de 70 películas entre ellas destacan los títulos Los ojos del muerto, La vengadora, Adorable sinvergüenza, Mexicano hasta las cachas, entre otras.
Sus primeras telenovelas fueron Lo imperdonable donde compartió créditos con Amparo Rivelles y Armando Silvestre y Bodas de odio, con solo cuatro capítulos, es así como ha dejado huella en dicha industria con personajes destacables en melodramas como Un rostro en mi pasado, Laberintos de pasión, Pueblo chico, infierno grande y Amarte es mi pecado. 
En 2005 entra con un rol antagónico en Contra viento y marea con el personaje de Amparo.
En 2009 forma parte del reparto de Corazón salvaje, versión que fue protagonizada por Aracely Arámbula y Eduardo Yáñez.
En 2011 se une al elenco de Dos hogares, melodrama producido por Emilio Larrosa y en el siguiente año interpreta a "Paula Trejo" en Amores verdaderos.

## Trayectoria

### Telenovelas
- Por amar sin ley (2018) - Melina Manríquez
- Mi marido tiene familia (2017) - Rebeca Vda. de Castañeda
- En tierras salvajes (2017) - María Ortega
- Simplemente María (2015-2016) - Marcela Arriaga[3]
- Lo imperdonable (2015) - Mamá de Martín y Demetrio
- Corazón indomable (2013) - Clementina Antúnez del Olmo
- Amores verdaderos (2012-2013) - Paula Trejo de Guzmán[4]
- Dos hogares (2011-2012) - Amparo Mejía Vda. de Estrada
- Cuando me enamoro (2010-2011) - Catalina Vda. de Soberón (joven)
- Corazón salvaje (2009-2010) - Marlene de Fontenak / Magda
- Fuego en la sangre (2008) - Melissa Santos
- Muchachitas como tú (2007) - Constanza Sada de Villaseñor
- Mundo de fieras (2006-2007) - Ingrid Márquez
- Contra viento y marea (2005) - Amparo Contreras Vda. Cárdenas
- Amarte es mi pecado (2004) - Ana María Fernández del Ara
- La otra (2002) - Marta Caballero de Guillén (joven)
- Entre el amor y el odio (2002) - Rosalía
- La intrusa (2001) - Elena Roldán
- Mujer bonita (2001) - Celia[5]
- El precio de tu amor (2000-2001) - Ana Luisa Galván[6]
- Laberintos de pasión (1999-2000) - Sara Morales de Sandoval
- El privilegio de amar (1998-1999) - Luz María de la Colina
- Desencuentro (1997-1998) - Alma
- Pueblo chico, infierno grande (1997) - Jovita Ruan de Irepán
- Un rostro en mi pasado (1990) - Elvira
- Herencia maldita (1989) - Lucrecia Castillo
- Cautiva (1986) - Graciela
- Sí, mi amor (1984) - Leticia
- Bodas de odio (1983) - Armida
- El derecho de nacer (1981) - Teté
- Lo imperdonable (1975)

### Programas
- Como dice el dicho (2011-2015) - Teresa / Luz María
- Nueva vida (2013)
- Los simuladores (2009) - Carmen
- La rosa de Guadalupe (2008)  - Guadalupe/Sagrario
- Mujer, casos de la vida real (2002-2006)
- Operación convivencia (1971) - Ella misma

### Cine
- Amor ciego (2000)
- El secuestro de un periodista (1992) - Jimena
- Alto poder (1992)
- El chupes (1992) - Sara
- Venganza (1992)
- La vengadora 2 (1991)
- El enviado de la muerte (1991)
- El día de los albañiles IV (1990) - Sirenia
- Funerales del terror (1990)
- Entre juego y contrabando (1989)
- Carroña humana (1989)
- Conexión México (1987)
- Las viejas de mi comprade (1987)
- Los ojos del muerto (1987)
- Mente asesina (1987)
- Persecución en las Vegas: "Volveré" (1987)
- Forajidos en la mira (1985)
- La muerte llora de risa (1985)
- Bohemios de afición (1984)
- Jugándose la vida (1984)
- Los hijos de Peralvillo (1983)
- Un adorable sinvergüenza (1983)
- Esta y l'otra con un solo boleto (1983)
- El guerrillero del norte (1983)
- Las musiqueras (1983) - Alma Delia
- El canto de los humildes (1982)
- En las garras de la ciudad (1982)
- La sangre de nuestra raza (1982)
- El naco más naco (1982)
- Sorceress (1982) - Kanti
- La cabra (1981)
- Ojo por ojo (1981) - Alma
- Emilio Varela vrs. Camelia la Texana (1980)
- El giro, el pinto, y el Colorado (1980)
- La dinastía de Drácula (1980) - Beatriz Solorzano
- Me olvidé de vivir (1980)
- Mexicano hasta las cachas (1979) - Carmen
- Juventud sin freno (1978)
- Misterio en las Bermudas (1978) - Rina
- Muerte a sangre fría (Cold Blood) (1977)
- Capulina Chisme Caliente (1977)
- La casta divina (1977) - Claudette
- Foxtrot (1976)
- El buscabullas (1975) - Rosita

### Teatro
- Julieta tuvo un desliz
- Mujercitas
- Tamara
- El libro de la selva
- El bar de Melrose

## Premios y nominaciones

### Premios Diosa de Plata
| Año  | Categoría          | Película                      | Resultado |
| ---- | ------------------ | ----------------------------- | --------- |
| 1992 | Mejor actriz       | El secuestro de un periodista | Nominada  |
| 1981 | Mejor co-actuación | Ojo por ojo                   | Ganadora  |

### Premios César
| Año  | Categoría                  | Resultado |
| ---- | -------------------------- | --------- |
| 1990 | Gran trayectoria artística | Ganadora  |

### Premios El Heraldo de México
| Año  | Categoría                   | Telenovela    | Resultado |
| ---- | --------------------------- | ------------- | --------- |
| 1985 | Mejor villana de telenovela | Bodas de odio | Ganadora  |